# Giá trị châu Âu

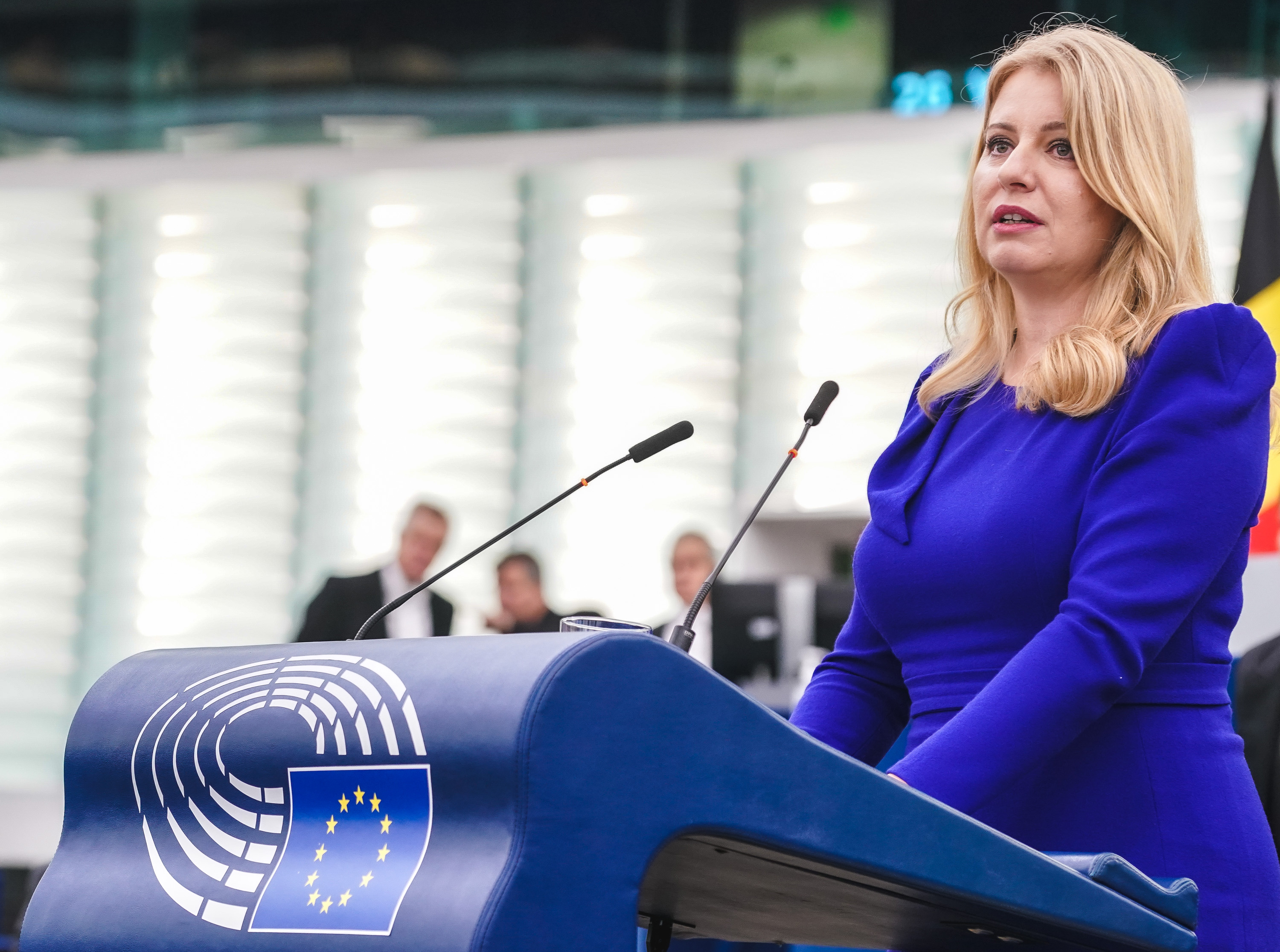
Nữ Tổng thống Slovak Zuzana Čaputová đang phát biểu trên diễn đàn EU về bảo vệ dân chủ và giá trị châu Âu

Giá trị châu Âu (European values) là những chuẩn mực và giá trị mà người châu Âu được cho là có điểm chung và vượt lên trên bản sắc dân tộc hoặc bản sắc nhà nước. Ngoài việc giúp thúc đẩy hội nhập châu Âu, học thuyết này còn cung cấp cơ sở cho các phân tích mô tả đặc điểm về chính trị, kinh tế châu Âu và xã hội châu Âu như phản ánh bản sắc chung, nó thường gắn liền với giá trị của nhân quyền, dân chủ tự do và pháp quyền. Đặc biệt là ở Pháp thì "ý tưởng châu Âu" (l'idée d'Europe) gắn liền với giá trị chính trị bắt nguồn từ Thời đại Khai sáng và Chủ nghĩa Cộng hòa phát triển từ Cách mạng Pháp và Các cuộc cách mạng năm 1848 thay vì với bản sắc cá nhân hoặc cá nhân được hình thành từ văn hóa hoặc sắc tộc (chưa nói đến một cấu trúc "châu Âu" bao gồm các khu vực của lục địa không bao giờ bị ảnh hưởng từ chủ nghĩa duy lý hoặc chủ nghĩa Cộng hòa thế kỷ XVIII).

## Dẫn luận

Diễn đàn về giá trị Âu châu tại Nghị viện châu Âu lần thứ 70

Cụm từ "những giá trị châu Âu" xuất hiện như một học thuyết chính trị vào những năm 1980 trong bối cảnh dự án hội nhập châu Âu và sự hình thành trong tương lai của Liên minh châu Âu. Cụm từ này được phổ biến rộng rãi trong Nghiên cứu Giá trị Châu Âu (EVS) vốn là một chương trình nghiên cứu dài hạn bắt đầu vào năm 1981, nhằm ghi nhận lại quan điểm về "các giá trị cơ bản của con người" của cư dân ở Châu Âu. Dự án đã phát triển từ một nhóm nghiên cứu về "các giá trị và sự thay đổi xã hội ở Châu Âu" do Jan Kerkhofs và Ruud de Moor (Đại học Công giáo ở Tilburg) khởi xướng. Tuyên bố cho rằng người dân Châu Âu có một tập hợp các chuẩn mực và giá trị chính trị, kinh tế và xã hội đặc biệt đang dần thay thế các giá trị quốc gia cũng được McCormick (2010) đặt tên là "Chủ nghĩa Châu Âu". "Các giá trị châu Âu" trái ngược với các giá trị ngoài châu Âu trong quan hệ quốc tế, đặc biệt là trong sự phân chia Đông-Tây, "các giá trị châu Âu" bao gồm chủ nghĩa cá nhân và ý tưởng về nhân quyền trái ngược với xu hướng chủ nghĩa tập thể phương Đông.
Tuy nhiên, "các giá trị châu Âu" cũng bị nhìn nhận một cách phê phán, mặt "đen tối" của chúng không nhất thiết dẫn đến những kết quả hòa bình hơn trong quan hệ quốc tế. 
Sự liên kết giữa "các giá trị châu Âu" với hội nhập châu Âu mà Liên minh châu Âu theo đuổi đã trở nên nổi bật với tiến trình mở rộng phía đông của EU trong hậu quả của Chiến tranh Lạnh. (mà ngày nay chính là sự mở rộng của NATO về phía Đông). Hiệp ước Lisbon năm 2007 tại điều 1A liệt kê một số "giá trị của Liên minh", bao gồm sự "tôn trọng phẩm giá con người, tự do, dân chủ, bình đẳng, pháp quyền và tôn trọng nhân quyền bao gồm quyền của những người thuộc nhóm thiểu số", viện dẫn "một xã hội trong đó có sự đa nguyên chính trị, không phân biệt đối xử, khoan dung, bác ái, đầy công lý, đoàn kết và bình đẳng giữa phụ nữ và nam giới chiếm ưu thế".
Cuộc khảo sát Eurobarometer năm 2012 cho biết 49% số người được khảo sát mô tả các quốc gia thành viên khối Liên Âu (EU) là sự "gần gũi" về "giá trị chung" (giảm từ 54% năm 2008), với 42% mô tả chúng là "khác biệt" (tăng từ 34% năm 2008). Liên minh châu Âu tuyên bố các giá trị cơ bản của EU là "những giá trị chung cho các quốc gia thành viên trong một xã hội trong đó chủ nghĩa đa nguyên, không phân biệt đối xử, khoan dung, công lý, đoàn kết và bình đẳng giữa phụ nữ và nam giới chiếm ưu thế". Đó là: nhân phẩm, tự do, dân chủ, bình đẳng, pháp quyền và nhân quyền. Những giá trị cơ bản này được xác định trong Hiệp ước Lisbon. Tâm lý chuộng Âu (Europhile) là tâm lý, tình cảm, thái độ của người yêu thích, ngưỡng mộ hoặc yêu thích văn hóa châu Âu, xã hội châu Âu, lịch sử châu Âu, ẩm thực châu Âu, âm nhạc châu Âu. Theo nghĩa hẹp hơn và thường mang tính miệt thị và thường được sử dụng nhiều nhất ở chính Châu Âu trong bối cảnh chính trị, tức là trong bối cảnh có thái độ không phê phán đối với Liên minh Châu Âu và đề cập đến các tổ chức và cá nhân có thái độ ủng hộ châu Âu một cách rõ ràng, trái ngược với Chủ nghĩa hoài nghi châu Âu và những người bài trừ châu Âu.

## Chú thích

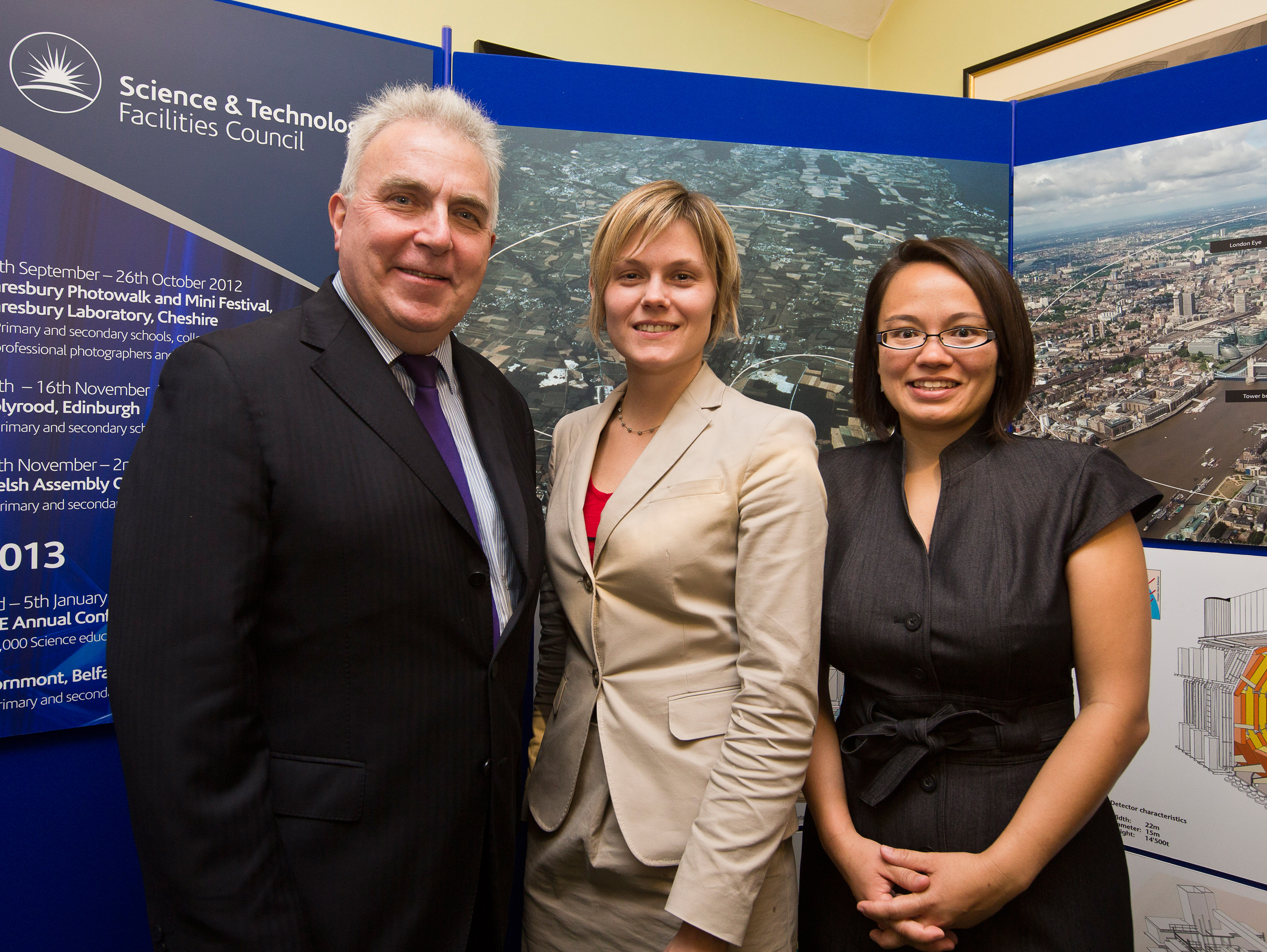
Những người đoạt giải Báo chí Thiên văn học Châu Âu đầu tiên